# YuzukiのCitrus Note
『YuzukiのCitrus Note』（ユズキのシトラスノート）は、エフエム北海道（AIR-G'）にて、2021年4月6日から2021年11月30日まで、火曜 19時から19時30分で放送されていた、ラジオ番組。